# Leif Eriksson (Fußballspieler)
Leif Eriksson (* 20. März 1942 in Köping) ist ein ehemaliger schwedischer Fußball- und Bandyspieler. 

## Werdegang

### Fußball
Eriksson kam 1960 von Köpings IS zu Djurgårdens IF. In der folgenden Saison wurde er in der Division 1 eine der Stützen der Mannschaft, die den Wiederaufstieg in die Allsvenskan schaffte. Dort gehörte er in der ersten Spielzeit auch zu den besten Spielern der Mannschaft, die hinter IFK Norrköping Vizemeister wurde. Als genialer Passgeber konnte der Mittelfeldspieler auch 1962 in der schwedischen Nationalmannschaft debütieren. 1964 und 1966 wurde er mit seinem Klub schwedischer Meister.
1966 wechselte Eriksson nach 103 Erstligaspielen, in denen ihm 45 Tore gelangen, zu IK Sirius. Hier spielte er zwei Spielzeiten bis 1968. Anschließend ging er zu Örebro SK. Bei der Weltmeisterschaft 1970 gehörte er zum schwedischen Kader. Die Mannschaft schied jedoch punktgleich mit Uruguay wegen des schlechteren Torverhältnisses als Gruppendritter unglücklich in der Vorrunde aus.
Im Anschluss an das Weltmeisterschaftsturnier wechselte Eriksson nach Frankreich zu OGC Nizza. 1972 beendete er nach 49 Länderspielen und 12 Toren seine Nationalmannschaftskarriere. 1975 wechselte er zu AS Cannes, wo er ein Jahr später seine aktive Karriere beendete.

### Bandy
Parallel zu seiner Fußballkarriere spielte Eriksson zu Beginn auch noch professionell Bandy für Djurgårdens IF und IK Sirius. 1966 wurde er mit IK Sirius schwedischer Meister. Später konzentrierte er sich ausschließlich auf das Fußballspielen.
| Personendaten    | Personendaten                          |
| ---------------- | -------------------------------------- |
| NAME             | Eriksson, Leif                         |
| KURZBESCHREIBUNG | schwedischer Fußball- und Bandyspieler |
| GEBURTSDATUM     | 20. März 1942                          |
| GEBURTSORT       | Köping                                 |